# Кім Бреннан
Кім Бреннан (англ. Kimberley "Kim" Crow Brennan; нар. 9 серпня 1985, Мельбурн) — австралійська веслувальниця, олімпійська чемпіонка та медалістка, дворазова чемпіонка світу.
Займалася легкою атлетикою, 2001 року виграла срібну медаль в бар'єрному бігові на 400 метрів на юнацькому чемпіонаті світу.

## Виступи на Олімпіадах
| Олімпіада   | Дисципліна                      | Місце |
| ----------- | ------------------------------- | ----- |
| Пекін 2008  | двійка розстібна без стернового | 10    |
| Лондон 2012 | одиночка                        | 3     |
| Лондон 2012 | двійка парна                    | 2     |
| Ріо 2016    | одиночка                        | 1     |